# Célia Martinez
Pour les articles homonymes, voir Martinez.
Célia Martinez, née le 11 décembre 1991 à Dax, est une skieuse de vitesse française.

## Biographie
Elle est originaire de Lourdes. Sa mère est monitrice de ski et sa famille est très impliquée dans le ski de vitesse. Sa sœur cadette  Cléa a été championne du monde SDH et championne de France S1, et son frère Tom fait partie de l'équipe de France.
Elle commence le ski à l'âge de 3 ans et fait ses débuts en ski de vitesse à 8 ans dans le challenge Quicksilver (championnat de France des jeunes), au sein du SC Gavarnie. Elle est plusieurs fois championne de France dans la catégories jeunes comme en 2008 où elle championne de France Cadettes (moins de 17 ans). C'est en 2008 qu'elle intègre l'équipe de France Juniors. 
En 2009 à Vars et en 2011 à Verbier elle prend la 4e place des championnats du monde juniors SDH (SDH = Speed Downhill, la catégorie qui se pratique uniquement avec les équipements de descente de ski alpin). En 2012, elle prend la 2e place de la Coupe du monde SDH (Senior) et en 2014 elle prend la 3e place de cette compétition. En 2013 à Vars, elle devient vice-championne du monde SDH. Elle est aussi Championne de France SDH en 2012 et 2013. 
En 2014, elle obtient le diplôme d'ingénieur de l'INSA Toulouse. Elle intègre en septembre l'entreprise Michelin en tant qu'ingénieur R&D. Au sein du team Michelin, elle sera soutenue dans sa carrière sportive par son entreprise,. 
Elle passe à la catégorie-reine S1 (Speed One) à partir de la saison 2014-2015. En 2015, elle prend la 5e place des championnats du monde à Grandvalira. En 2016, avec 3 podiums, elle prend la 2e place de la Coupe du monde S1.  En 2017, avec 4 podiums, elle prend la 3e place de la Coupe du monde. Elle termine à la 6e place des championnats du monde à Idrefjäll. L'année suivante en 2018, elle obtient sa première victoire en Coupe du monde en remportant le 7 avril l'épreuve de Grandvalira. Ajoutée à ses 8 secondes places de l'année, ces excellents résultats lui permettent d’obtenir la 2e place de la Coupe du monde 2018. Cette année-là elle est aussi sacrée Championne de France S1 pour la 3e fois consécutive. En 2019, avec 4 podiums, elle prend la 3e place de la Coupe du monde. Elle termine aussi à nouveau à la 5e place des championnats du monde 2019, à Vars. En 2020, elle prend la 4e place de la coupe du monde d'une saison écourté par le début de la pandémie de Covid-19. L'année 2021 est réduite à une seule étape de 3 épreuves de coupe du monde à Idrefjäll. Elle prend la 3e place de la 2e épreuve et termine à la 5e place du classement général. De retour à la compétition en 2023, elle prend la 4e place des championnats du monde et la 4e place du classement général de la coupe du monde avec un podium obtenu, toutes les courses ayant été organisées à Vars.

## Palmarès

### S1

#### Championnats du monde S1
| Édition                   | Classement |
| ------------------------- | ---------- |
| Mondiaux 2015 Grandvalira | 5e         |
| Mondiaux 2017 Idrefjäll   | 6e         |
| Mondiaux 2019 Vars        | 5e         |
| Mondiaux 2023 Vars        | 4e         |

#### Coupe du monde S1
- Meilleur classement général : 2e en 2017 et 2018
- 25 podiums dont 1 victoire à Grandvalira en 2018

| Saison | Classement | Points |
| ------ | ---------- | ------ |
| 2015   | 8e         | 40     |
| 2016   | 3e         | 280    |
| 2017   | 2e         | 390    |
| 2018   | 2e         | 850    |
| 2019   | 3e         | 406    |
| 2020   | 4e         | 300    |
| 2021   | 5e         | 150    |
| 2023   | 4e         | 310    |

#### Championnats de France S1
| Édition          | Classement |
| ---------------- | ---------- |
| 2016 Vars        | Or         |
| 2017 Grandvalira | Or         |
| 2018 Grandvalira | Or         |

### SDH

#### Championnats du monde SDH
| Édition            | Classement |
| ------------------ | ---------- |
| Mondiaux 2013 Vars | Argent     |

#### Coupe du monde SDH
| Saison | Classement | Points |
| ------ | ---------- | ------ |
| 2012   | 2e         | 240    |
| 2013   | 4e         | 130    |
| 2014   | 3e         | 170    |

### Juniors SDH

#### Championnats du monde juniors SDH
| Édition               | Classement |
| --------------------- | ---------- |
| Mondiaux 2009 Vars    | 4e         |
| Mondiaux 2011 Verbier | 4e         |

### Record personnel
- record SDH : 184,10 km/h en 2013 à Vars
- record S1 : 233,010 km/h en mars 2016 à Vars (Speed Masters)

En 2021, elle est la 7e skieuse la plus rapide de l'histoire du ski de vitesse.